# Egil Hylleraas
Egil Andersen Hylleraas, född 15 maj 1898 i Engerdal kommun, dåvarande Hedemarkens amt, Norge, död 28 oktober 1965 i Oslo, var en norsk fysiker, som från 1937 var professor i teoretisk fysik vid Oslo universitet. Han invaldes 1963 som utländsk ledamot av svenska Vetenskapsakademien.

## Biografi
Hylleraas var son till Ole Andersen, lärare i bergsbyn Engerdal i södra Norge, och var det yngsta av elva barn. Han började sin utbildning vid 17 års ålder i gymnasiet och fortsatte studierna vid Universitetet i Oslo för utbildning lärare. Hylleraas började forska om dubbelbrytning av ljus efter att ha läst en bok om kristallgitter av Max Born. Hans uppsats gav honom ett stipendium från International Education Board. Åren 1926-28 arbetade han därpå med Max Born vid Göttingens universitet. 

## Vetenskapligt arbete
Perioden 1925-1930 såg Hylleraas som atomfysikens guldålder då Bohrs teori om atomen ersattes av den nya kvantmekaniken. År 1926 hade problemet med envärt väte lösts och Heisenberg hade kvantmekaniskt formulerat problemet med tvåelektronhelium, men en enkel första ordningens störningsbehandling gav en joniseringspotential avsevärt i strid med experimentell mätning. Born ansåg att det var avgörande för kvantmekaniken att ge ett resultat i mycket bättre överensstämmelse med experiment.
När Hylleraas kom till Göttingen fick han veta att Born hade övergett kristallografin, men fortsatte då sitt arbete med kristaller på egen hand. När Bohrs student blev sjuk fick Hylleraas ändå ta över uppgiften att arbeta med heliumproblemet. Han modifierade det första försöket på två viktiga sätt genom att han ersatte de ofullständiga bundna hydrogeniska funktionerna med de kompletta Laguerre-funktionerna och minskade antalet koordinater från 6 till 3, nämligen avstånden för de två elektronerna från kärnan och vinkeln mellan de två elektronernas positionsvektorer. Han kunde sedan, med hjälp av en mekanisk skrivbordskalkylator, erhålla resultat i mycket bättre överensstämmelse med experimenten. Resultatet mottogs väl men diskrepansen på 0,12 eV fortsatte att störa honom. Senare under 1928 uppnådde han ett genombrott då han insåg att vinkelkoordinaterna bör ersättas av avståndet mellan de två elektronerna. Med endast tre termer i vågfunktionsexpansionen hade felet minskats till 0,03 eV, med sex termer till 0,01 eV. Hans arbete kunde sedan applicerades på andra tvåelektronatomer och på vätemolekylen. 
Hylleraas var också en av grundarna av CERN och representerade Norge till Europeiska rådet för kärnforskning, som senare ledde till etableringen av själva organisationen.